# Walmobil

Walmobil

Walmobil war eine deutsche Automarke.

## Beschreibung
Fahrzeuge dieser Marke wurden zwischen 1919 und 1921 vermarktet.
Es war eine Zusammenarbeit zwischen Walter Loebel und einem Herrn Landgrebe. Für Landgrebe sind die Vornamen E., Erich und C. O. überliefert. Vieles deutet darauf hin, dass es Carl Otto Landgrebe war, der später sein eigenes Unternehmen Landgrebe betrieb und im Jahre 1936 eine Radfederung mit nachgiebigem Antrieb für dreirädrige Kraftfahrzeuge zum Patent anmeldete. In Anzeigen findet sich für den Hersteller einerseits Walter Löbel Maschinenfabrik Leipzig und andererseits Walter Löbel Maschinenfabrik mit Zentrale in Berlin sowie Filiale und Fabrik in Leipzig.
Das Modell Walmobil System Loebel-Landgrebe war ein Kleinwagen. Die Produktion begann bei der Walter Loebel Maschinenfabrik in Leipzig. Noch im selben Jahr zog die Firma nach Dresden um. 1920 erfolgte ein erneuter Umzug zurück nach Leipzig und die Umbenennung in Werkzeugmaschinen- und Autobau-AG.
Gebaut wurde ein Dreiradfahrzeug mit nur einem Sitzplatz. Angetrieben wurde das Fahrzeug von einem V2-Viertaktmotor mit 770 cm³ Hubraum und einer Leistung von 6 bis 7 PS. Der Motor war oberhalb des Vorderrades montiert und trieb es über eine Kardanwelle an.
1921 wurde die Fertigung des Walmobils eingestellt, da die Nachfrage für eine wirtschaftliche Produktion nicht mehr ausreichte.